# Jamie McMurray
James Christopher "Jamie" McMurray (Joplin (Missouri), 3 juni 1976) is een Amerikaans autocoureur die actief was in de NASCAR Sprint Cup.

## Carrière
McMurray startte zijn carrière in de NASCAR in de Camping World Truck Series in 1999. Een jaar later maakte hij zijn debuut in de Nationwide Series. Op de Atlanta Motor Speedway in 2002 behaalde hij zijn eerste overwinning. Datzelfde jaar maakte hij zijn debuut in de Winston Cup, tegenwoordig de Sprint Cup, de hoogste klasse in de NASCAR. Hij won tijdens zijn tweede deelname dat jaar de UAW-GM Quality 500 op de Charlotte Motor Speedway. Een jaar later won hij de trofee rookie of the year. In 2007 won hij de Pepsi 400 op de Daytona International Speedway en pakte hij een derde overwinning tijdens de AMP Energy 500 op de Talladega Superspeedway in 2009. Zijn vierde en tot nog toe belangrijkste overwinning behaalde hij in 2010 toen hij de Daytona 500 won. Datzelfde jaar won hij eveneens de Brickyard 400 en de Bank of America 500.

## Resultaten in de NASCAR Sprint Cup
Sprint Cup resultaten (aantal gereden races, polepositions, gewonnen races en positie in het kampioenschap)
| Jaar | Races | Polepositions | Overwinningen | Kampioenschap |
| ---- | ----- | ------------- | ------------- | ------------- |
| 2002 | 6     | 0             | 1             | 46e           |
| 2003 | 36    | 1             | 0             | 13e           |
| 2004 | 36    | 0             | 0             | 11e           |
| 2005 | 36    | 1             | 0             | 12e           |
| 2006 | 36    | 0             | 0             | 25e           |
| 2007 | 36    | 1             | 1             | 17e           |
| 2008 | 36    | 0             | 0             | 16e           |
| 2009 | 36    | 0             | 1             | 22e           |
| 2010 | 36    | 4             | 3             | 14e           |
| 2011 | 36    | 1             | 0             | 27e           |
| 2012 | 36    | 0             | 0             | 21e           |
| 2013 | 36    | 1             | 1             | 15e           |
| 2014 | 36    | 2             | 0             | 18e           |
| 2015 | 36    | 0             | 0             | 13e           |
| 2016 | 36    | 0             | 0             | 13e           |
| 2017 | 36    | 0             | 0             | 12e           |
| 2018 | 36    | 0             | 0             | 20e           |
| 2019 | 1     | 0             | 0             | 34e           |